# ＃SOAR
#SOAR（ソア）は、陽（あきら・兄・ギター・ボーカル）と、さくら（2008年に「さくら」に改名・妹、ピアノ・ボーカル）による双子兄弟デュオ。歌手。

## 略歴
1981年4月13日生まれ。宮崎県延岡市出身。宮崎県内でのインディーズバンドでもある。中学三年生の頃から二人でユニットを組み音楽を始める。文化祭や地元のイベントに参加する。
2000年よりヤマハ主催ティーンズミュージックフェスティバル南九州エリア大会に3年連続で出場し受賞される。2004年春、大学卒業を期に活動拠点を長崎県に移し本格的に音楽活動を開始する。2004年8月18日ファーストミニアルバム『響歌（きょうか）』をリリース。宮崎TOWER RECORDSにて、初登場で売り上げトップを獲得した。2005年3月3日シングル『sakura』をリリース。2006年7月20日アルバム『CASUAL』をリリース。 長崎県を拠点にライヴ活動を続ける。九州地方でのラジオ・テレビなどの各メディアにも出演している。2007年1月24日にコロムビアミュージックエンタテインメントよりマキシシングル『今日も僕は君が好き。』でメジャーデビューを成した。このメジャーデビューマキシシングルは長崎TOWER RECORDSにおいて、初登場で売り上げトップを獲得した。

## 人物像とエピソード
- 2008年6月、弟の洋（ひろし・弟・ピアノ・ボーカル）が「さくら」と改名し新加入。双子のアーティスト「＃SOAR」として新生再始動。ライブ・ラジオ・テレビにおいても活動中である。

- 2007年11月現在、弟の洋（ひろし・弟・ピアノ・ボーカル）が体調を崩した為、療養休中。これをきっかけに兄の陽（あきら・兄・ギターボーカル）が単独ながらも、お互いの音楽性を維持し続け高めるべく更なる音楽活動を続けている。

- 兄あきらの将来の夢は「レコード大賞」。弟ひろしの将来の夢は「保育士」。実は弟ひろしは保育士免許をもっており、地元ライブでは多くの幼稚園児ファンが駆けつける。

## ラジオ・テレビ・メディア等の出演

### ラジオ
- 「#SOARの陽はまたのぼる」 月・火・水・木　17:00～18:55 （レインボーFM）2007年～
- 「陽めナ★イ★ト」 毎週日曜日　23:30～24:00 （レインボーFM）2008年4月～
- 「太田陽のちちんぷいぷい リターンズ」 毎週水曜日　19:30～20:00 （レインボーFM）2010年4月～

### テレビ
- FNS九州8局共同制作 ヒューマン九州21 「二人の想い一つの歌」　2005年6月19日
- NHK福岡放送局制作 トンコツTV 第8回2009春　2009年4月17日

## ディスコグラフィー
1. ファーストアルバム「響歌（きょうか）」2004年8月18日
2. シングル「sakura」2005年3月3日
3. アルバム「CASUAL」2006年7月20日
4. マキシシングル「今日も僕は君が好き。」2007年1月24日（メジャーデビュー曲）
5. ミニアルバム「A cup of #SOAR」2010年5月2日